# Drimia razii
Drimia razii là một loài thực vật có hoa trong họ Măng tây. Loài này được Ansari mô tả khoa học đầu tiên năm 1981.